# Charles R. Morris
Charles Richard Morris (Oakland, 23 ottobre 1939 – Hampton, 13 dicembre 2021) è stato un avvocato, banchiere e scrittore statunitense.

## Biografia
Ha scritto tredici libri ed è un collaboratore regolare del Los Angeles Times, del Wall Street Journal e dell'Atlantic Monthly. Morris era cattolico.

## Premi e riconoscimenti
- Premio Gerald Loeb 2009 nella categoria dei libri di business per:  Charles W. Morris, The Two Trillion Dollar Meltdown: Easy Money, High Rollers, and the Great Credit Crash, PublicAffairs, 2008, ISBN 1-58648-691-8.[2]

## Libri
- A Rabble of Dead Money: The Great Crash and the Global Depression: 1929–1939 (2017)
- Comeback: America's New Economic Boom (2013)
- The First American Industrial Revolution: The Dawn of Innovation (2012)
- The Sages: Warren Buffett, George Soros, Paul Volcker, and the Maelstrom of Markets (2009)
- The Two Trillion Dollar Meltdown (2009)
- The Trillion Dollar Meltdown (2008)

Recensione in Business Week 
Pubblicato in italiano col titolo Crack, con introduzione di Luigi Spaventa
- The Surgeons: Life and Death in a Top Heart Center (2007)

Recensione su The New York Times, 28 ottobre 2007 
- The Tycoons: How Andrew Carnegie, John D. Rockefeller, Jay Gould, and J. P. Morgan Invented the American Supereconomy (2005)
- American Catholic: The Saints and Sinners Who Built America's Most Powerful Church (1997)
- The AARP: America's Most Powerful Lobby and the Clash of Generations (1996)
- Money, Greed, and Risk: Why Financial Crises and Crashes Happen (1999)
- Computer Wars: The Fall of IBM and the Future of Western Technology (1993)
- The Coming Global Boom (1990)
- Iron Destinies, Lost Opportunities: The Arms Race Between the United States and the Soviet Union, 1945-1987 (1988)
- The Cost of Good Intentions: New York City and the Liberal Experiment (1981)

Commentato su The New York Times, di Christopher Lehmann-Haupt, 24 luglio 1980, giovedì 

## Cinema
Morris appare nel film documentario premio Oscar 2010 Inside Job.